# Football Club Étoile-Sporting

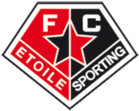
Escudo do Football Club Étoile-Sporting.

O Football Club Étoile-Sporting é um clube de futebol com sede em La Chaux-de-Fonds, Suíça. A equipe compete na Swiss 2. Liga.

## História
O clube foi fundado em 1898. 